# Dušan Zinaja
Dušan Zinaja, hrvaški smučarski tekač, nogometaš in nogometni trener, * 23. oktober 1893, Budimpešta, † 26. september 1948.
Zinaja je za Kraljevino SHS nastopil na Zimskih olimpijskih igrah 1924 v Chamonixu, kjer je nastopil v teku na 18 km in na 50 km. V teku na 18 km je osvojil 36. mesto